# Thomas Fehlmann

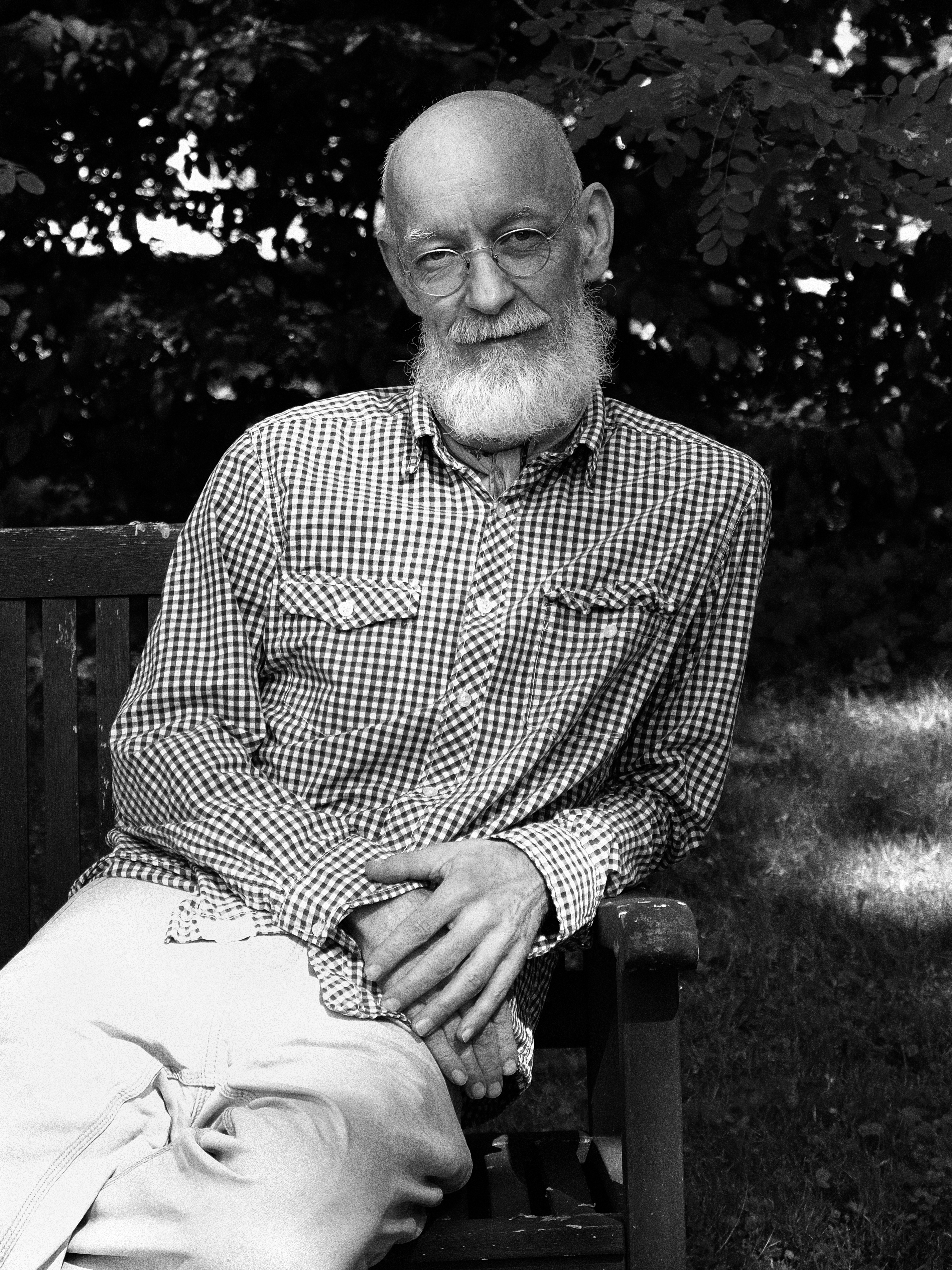
Thomas Fehlmann (2020)

Thomas Fehlmann (* 1957 in Zürich) ist ein Schweizer Elektronik-Musiker und Produzent.

## Leben und Schaffen
Von 1976 bis 1980 studierte er Kunst an der Hamburger Kunsthochschule. 1979 traf er Robert Fripp und begann, mit Synthesizern zu experimentieren. Im Jahr darauf gründete er mit Holger Hiller die NDW-Band Palais Schaumburg, die bis 1984 zusammenblieb. Nach ihrer Trennung zog Fehlmann nach Berlin und baute sich ein professionelles Heimstudio auf. Seine erste selbstproduzierte Maxi veröffentlichte Fehlmann 1985 unter dem Namen Ready Made beim britischen Mute-Records-Unterlabel Rhythm King.
1987 komponierte er zusammen mit Inga Humpe die Filmmusik zum Film "Der Kuss des Tigers" (Regie: Petra Haffter). Um neu entstehende elektronische Musik zu fördern, gründete Fehlmann 1988 das Plattenlabel Teutonic Beats, auf dem u. a. Moritz von Oswald, Wolfgang Voigt und Westbam veröffentlichten. 
1990 begann er seine Zusammenarbeit (als floating member) mit The Orb. Ausserdem wurde er zunehmend bekannt als Produzent, Remixer und DJ. Er wurde zur festen Größe im Berliner Techno-Club Tresor und auch beim angeschlossenen Label Tresor Records. Unter dem Projektnamen 3MB arbeitete er mit Juan Atkins, Blake Baxter, Eddie Flashin’ Fowlkes und anderen Techno-Größen aus Detroit.
Ab 1995 entwickelte Fehlmann zusammen mit Gudrun Gut das DJ-Projekt Ocean Club und ab 1997 die Radiosendung Ocean Club Radio. Es folgten Produktionen und Remixe u. a. für Erasure und Klaus Schulze sowie eigene Alben: 1998 Good Fridge, 1999 Overflow 99 (beide auf R&S Records), 2002 Visions Of Blah auf Kompakt, 2004 Low Flow (auf Plug Research in Los Angeles), 2007 Honigpumpe (auf Kompakt) und Manual (21st Records) sowie 2010 Gute Luft (Kompakt).
2011 beteiligte sich Fehlmann an der Reunion von Palais Schaumburg.
Fehlmann gehört mit anderen Mitgliedern des Vereins „Freunde der Uckermark e.V.“ zu den Organisatoren des alle zwei Jahre stattfindenden „UM-Festival für zeitgenössische Kunst, Musik und Literatur“ in der Uckermark.